# Kinsasa
Kinsasa, mayormente escrita como Kinshasa en francés y conocida entre 1881 y 1966 como Leopoldville (en francés, Léopoldville; en neerlandés, Leopoldstad), es la capital y la mayor ciudad de la República Democrática del Congo. Se trata del centro administrativo, económico y cultural del país. Según el artículo 2 de la Constitución de la República Democrática del Congo de 2006 posee a su vez el estatus administrativo de ciudad y provincia.
Se encuentra en la orilla izquierda del río Congo, antes de que el río llegue a las cataratas Livingstone, y situada enfrente de Brazzaville, la capital de la República del Congo, de la que solo la separa el río. Estimaciones para 2024 cifraban en 17 032 322 el número de habitantes de la ciudad. Junto a la capital de la República del Congo, que cuenta con una población en su área metropolitana de 1,5 millones de habitantes, forma el área metropolitana de Kinsasa-Brazzaville, que con una población calculada para 2009 de más de diez millones de habitantes, la tercera conurbación más grande de África. Es la ciudad más poblada de África seguida por Lagos y El Cairo. Es la ciudad más poblada del mundo francófono, por delante de París.
Se extiende sobre más de 30 km de este a oeste y sobre más de 15 km de norte a sur. Una parte importante de la superficie de la región de Kinshasa es rural, cubierta por una sabana arbolada con algunos arbustos. La comuna rural de Maluku, en la parte oriental de la provincia, ocupa el 79 % del territorio. De hecho, es una ciudad de fuertes contrastes, con elegantes sectores residenciales, comerciales y universidades como también barrios pobres, y por lo tanto, de vastas zonas «rurales» envolviendo la ciudad, hasta el punto de formar explotaciones agrícolas y botánicas en la misma ciudad.

## Historia

### Milenios a.C. alXIX
Los trazos de ocupación humana en el África central se remontan a los pueblos pigmeos, hace decenas de miles de años. Posteriormente en el I milenio a. C. se produce la instalación de los pueblos bantúes en la región del medio y bajo Congo, previamente ocupado exclusivamente por pigmeos. Diferentes tribus y pueblos componían la nueva población. A la altura del estanque Malebo los tio poblaban la ribera derecha (norte) del río, mientras que pueblos asimilados a los tío, humbu y mfinu poblaban la izquierda (sur). La región fue víctima de la esclavitud y protagonista del comercio de marfil; ambas actividades enriquecieron al pueblo tio, entonces erigido en el reino.

### Colonización europea

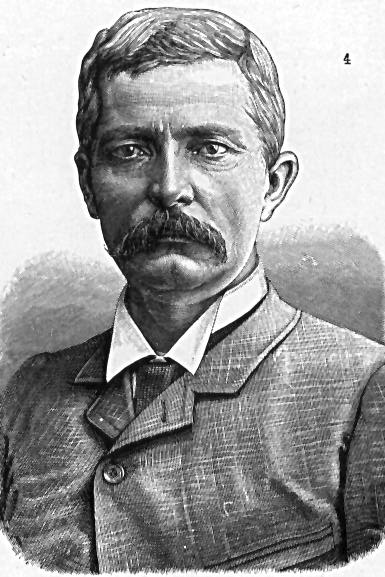
Henry Morton Stanley, fundador de la ciudad.

Sir Henry Morton Stanley fue el primer europeo en visitar el enclave en el que actualmente se sitúa la ciudad. Al llegar a Ntamo el 12 de marzo de 1878, en medio de su travesía por el continente africano, cuando planeaba recorrerlo desde la costa atlántica en el oeste hasta el océano Índico en el este. En 1881, firmó el «Tratado de la amistad» con un jefe tio, Ngalyema, obteniendo así el derecho de construir un campamento en Stanley Pool. Al cabo de cuatro meses de terminado el camino que rodeaba las cataratas Livingstone y enlazaba con el campamento de Manyanga, se había terminado el nuevo campamento. Este se encontraba en la actual comuna de Kintambo, sobre los bordes de la bahía de Ngaliema, entre las aldeas de Ntamo y Kinsasa. 
Fue llamado Leopoldville en honor del rey Leopoldo II de Bélgica, financiador de la expedición de Stanley. Leopolville era el mayor campamento que se había construido hasta aquel momento y contaba con la ventaja de estar situado en el estrecho donde el río Congo empieza a ser navegable hasta 1500 km río arriba. El sitio, espacioso y fácil de defender ya estaba poblada por 66 aldeas antes de la llegada de Stanley con una población total estimada en 30 000 habitantes. Stanley fundó así mismo otra estación, cerca de la aldea de Kinshasa (nshasa significa «mercado»), con un acuerdo con el jefe Ntsuvila. Este pueblo le dio su nombre a la ciudad actual, desarrollándose con el aumento de la aldea Mpumba, donde hoy se localiza el distrito de negocios. Cuando Stanley regresó al Congo en 1882 el campamento se encontraba en unas condiciones lamentables y tuvo que reconstruirlo durante varios meses.

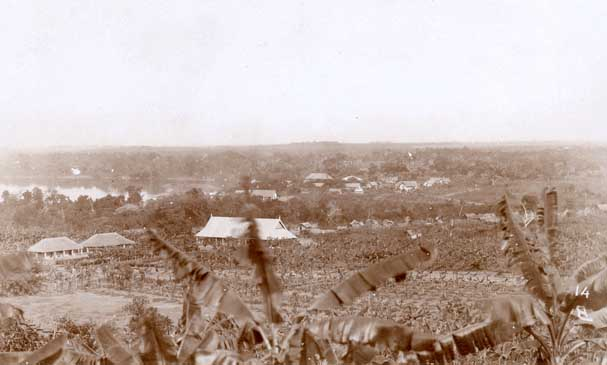
Leopoldville en 1896.

El puesto prosperó al ser el primer puerto fluvial navegable del río Congo aguas arriba de las cataratas Livingstone, una serie de rápidos que se extienden por más de 300 kilómetros río abajo de Kinsasa. En un principio, todas las mercancías que desde el interior eran llevadas al mar y viceversa debían ser porteadas por personas entre Leopoldville y la ciudad de Matadi, un puerto fluvial situado río abajo de los rápidos, a unos 150 kilómetros de la costa. Los inversores y comerciantes europeos crearon una agrupación internacional para construir un ferrocarril que rodeara las cataratas Livingstone y que uniera Matadi con Livingstone. La línea se empezó a construir en 1890 y en 1898 fue terminada.
Su importancia económica se incrementó y el ferrocarril dio el impulso definitivo al crecimiento de la ciudad, no obstante en 1910 contaba con apenas 10 000 habitantes. Para la  construcción del ferrocarril se trasladaron en condición de esclavitud a miles y miles de africanos, con subterfugios para engañar a los jefes locales y hacerles firmar documentos que no entendían. Muchos murieron, las familias quedaron desmembradas, grupos enteros desaparecieron, y otros muchos se fueron a las nuevas ciudades en busca de un mejor futuro, donde se encontrarían con más miseria, mientras las costumbres tradiciones y diferentes saberes pasaban al olvido.

### Crecimiento de la capital
En 1929, la ciudad fue nombrada capital del Congo Belga, sucediendo a la ciudad que hasta ese momento era la capital, Boma, situada en el estuario del río Congo. Este cambio se dio después de la puesta en aplicación del Real Decreto del 1 de julio de 1923 emitido en Bruselas. En esta época, Leopoldville estaba confinada a las comunas de Kintambo y del Gombe actual, desarrolladas en torno de la bahía de Ngaliema, luego se unieron los municipios de Kinsasa, Braumbu y Lingwala. En los años 1930 se construyeron la mayoría de las viviendas para los empleados de la Chanic, la Filstisaf y la Utex África.

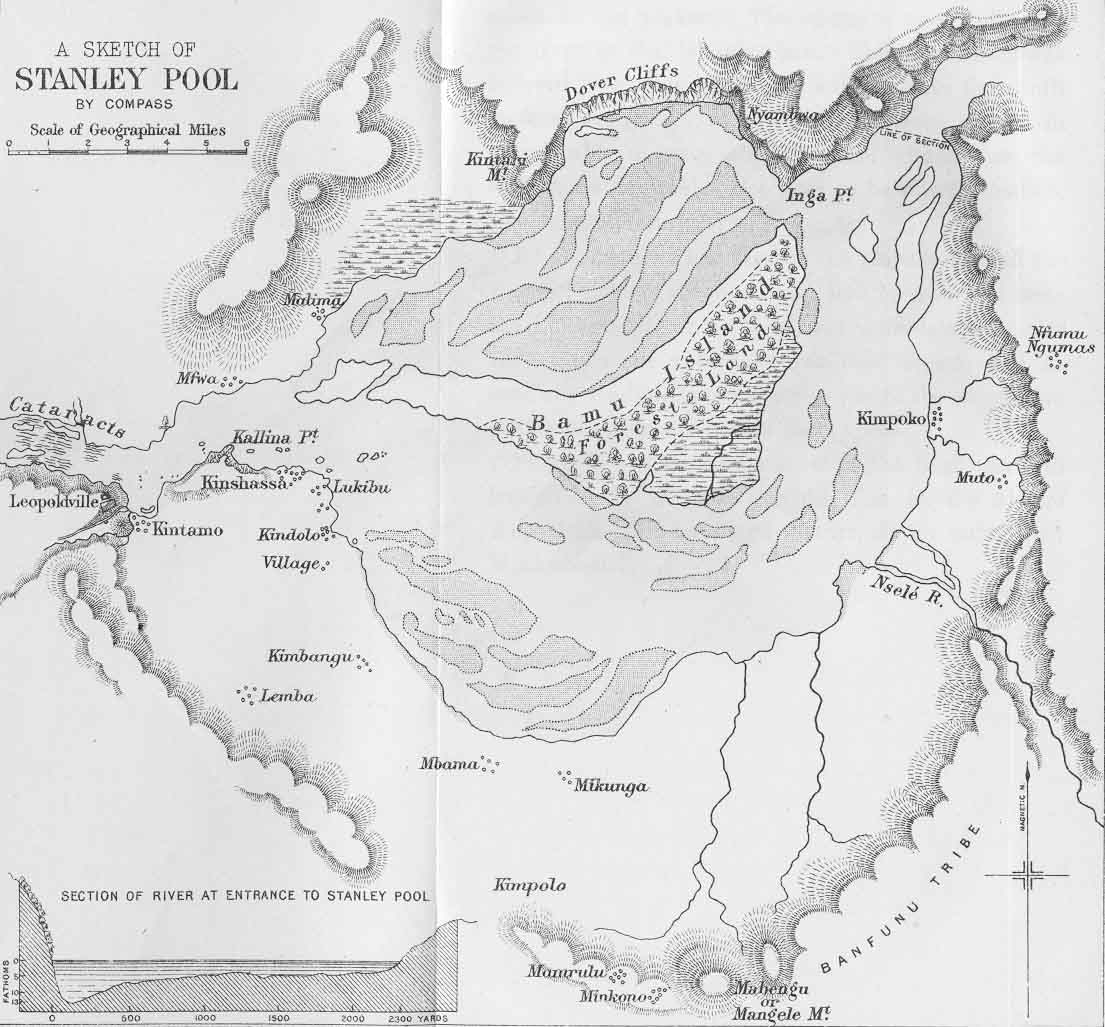
Mapa de la región de Kinsasa y del Stanley Pool en el. Ya pueden identificarse notablemente Kintambo, Lemba, Kallina (actual Gombe) y la comuna de Kinsasa, puede ver igualmente el pueblo de Kindolo.

Leopoldville no se convirtió en ciudad desde el punto de vista jurídico hasta el 25 de junio de 1941 (con 5000 hectáreas y 53 000 habitantes). Desde 1923 era un mero «distrito urbano». En la misma ocasión se convirtió en la capital de la colonia, cabecera de la provincia del Congo-Kasai y del distrito de Medio-Congo. Estaba dividida en dos zonas: La zona urbana, partida a su vez en Léo (abreviatura de Léopold, evocando a los diferentes reyes de los belgas) II, Léo-Ouest, Kalina, Léo-I o Léo Est y Ndolo, y la zona indígena al sur.
El crecimiento de la ciudad comenzó en 1945, tras el final del trabajo forzado, que permitió que aumentase la población negra. La ciudad se convirtió así en el destino de numerosos habitantes de los sectores rurales en búsqueda de un empleo, quienes se asentaron en las casas de la zona indígena. La ciudad comenzó a poblarse sobre todo de miembros de la etnia bakongo.
En la década de 1950 las ciudades planificadas de Lemba, Matete y una parte de Ndjili fueron diseñadas para acoger a los empleados de la zona industrial de Limete.
En 1954, la ciudad abrió la Lovanium University, institución especial para los nativos y que estaba fiscalizada para evitar que a sus alumnos les llegaran influencias extranjeras. En 1955, el rey Balduino I de Bélgica visitó Leopoldville y afirmó «Llegará el momento en que se le garantice a todos, blancos o negros, la parte que le corresponde en el gobierno del país, según las cualidades y capacidades que posea».
La ciudad contaba con once comunas y seis zonas anexas en 1957: Las comunas de Kalamu, Dendale (actual Kasa-Vubu), San Juan (actual Lingwala), Ngiri-Ngiri, Kintambo, Limete, Bandalungwa, Léopoldville (actual Gombe), Barumbum, Kinsasa y Ngaliema, por su parte las zonas anexas eran Lemba, Binza, Makala, Kimwenza, Kimbanseke y Kingasaani, a las que se les sumaron Ndjili y Matete.
Con los disturbios de enero de 1959 la independencia política comenzó a tomar solidez. Las elecciones municipales, parlamentarias y presidenciales dieron lugar a tensiones étnicas que implicaron la intervención de la fuerza pública. Los bakongos vencieron sin embargo en las elecciones municipales y presidenciales. La guerra civil que le siguió a la independencia en 1960 reforzó la inmigración de los balubas. Con la toma de poder del mariscal Mobutu, en 1965 el lingala se convirtió en la lengua regional, enseñada a la par del francés.

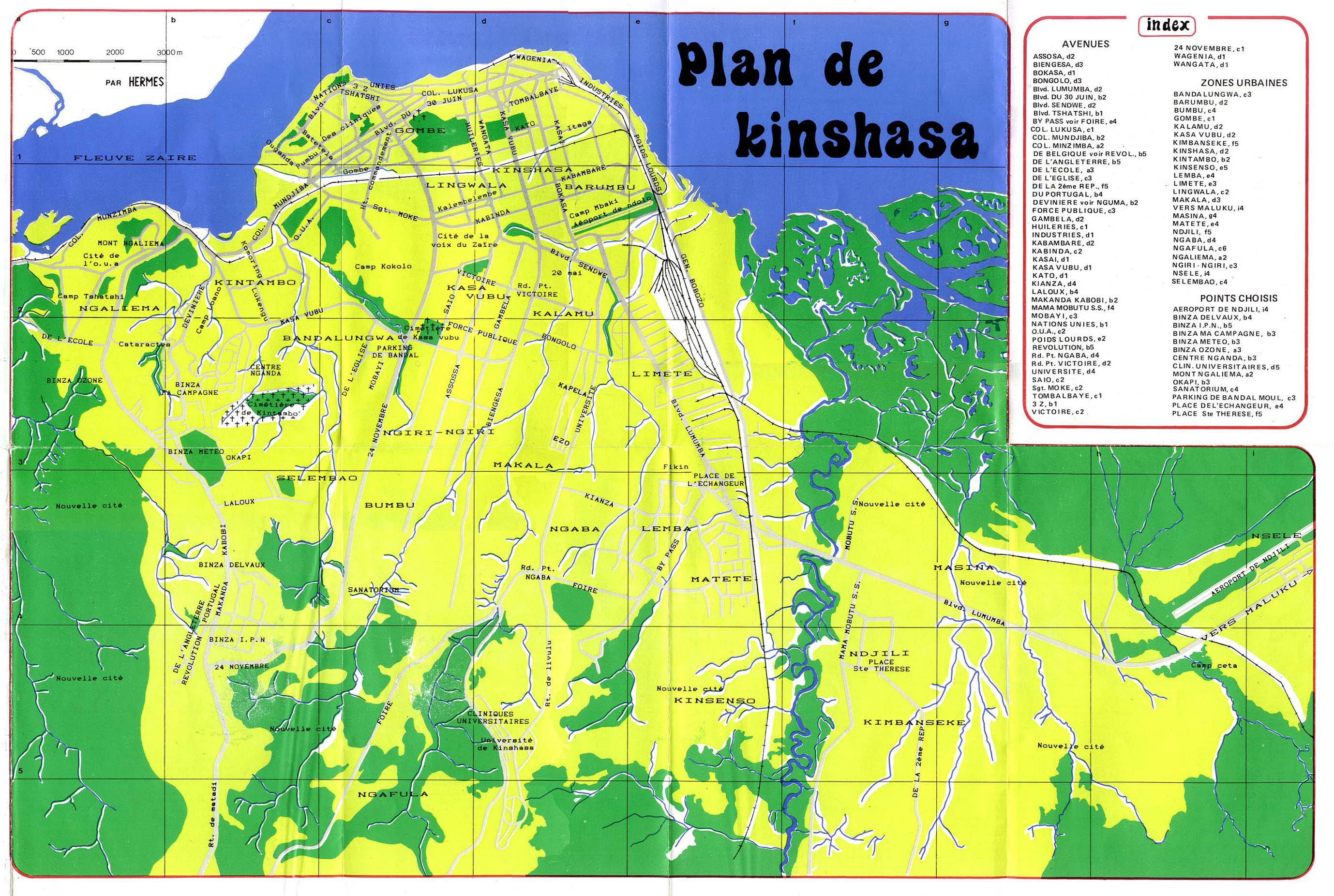
Mapa de Kinsasa, 2001.

Un estudio publicado en Science en 2014 indicaba que Kinsasa fue el centro de propagación de la pandemia del sida. Es en esta ciudad donde se produjo la primera infección documentada del VIH, que se remonta a los años 1920.
En 1965 Mobutu Sese Seko tomó el control del país tras la crisis del Congo y su segundo golpe de Estado e inició una política de africanización que promovía el cambio de nombres de personas y lugares del país. Así, en 1966 la ciudad cambió su nombre por el de Kinsasa, tomando el nombre de la población de Kinchassa, situada a unas dos horas al este de Leopoldville y donde la Compañía Comercial Belga había creado su principal puesto comercial.
La ciudad creció rápidamente bajo el gobierno de Mobutu, atrayendo gente de todo el país que llegaba en busca de fortuna o tratando de escapar de conflictos étnicos de otras zonas. Esto trajo un inevitable cambio en la composición étnica de la ciudad. Aunque Kinsasa se sitúa en un territorio que tradicionalmente pertenece a los bateke y a los bahumbu, la lingua franca en Kinsasa hoy en día es el lingala.
En 1991, y de nuevo en 1993, Kinsasa fue víctima de saqueos, cuyas consecuencias aún eran visibles tanto material como humanitariamente a finales de los años 2000. Estos saqueos fueron seguidos por una crisis económica provocada por un sistema político y económico ineficaz y corrupto en todo el país.
Kinsasa sufrió gravemente por los excesos, la corrupción, el nepotismo del gobierno de Mobutu y por la primera guerra del Congo, que propició su caída. Sin embargo, Kinsasa sigue siendo uno de los principales centros culturales e intelectuales de África Central, con una creciente comunidad de músicos y artistas. También es el principal centro industrial del país, donde se procesan muchos de las materias primas que llegan del interior.

## Geografía

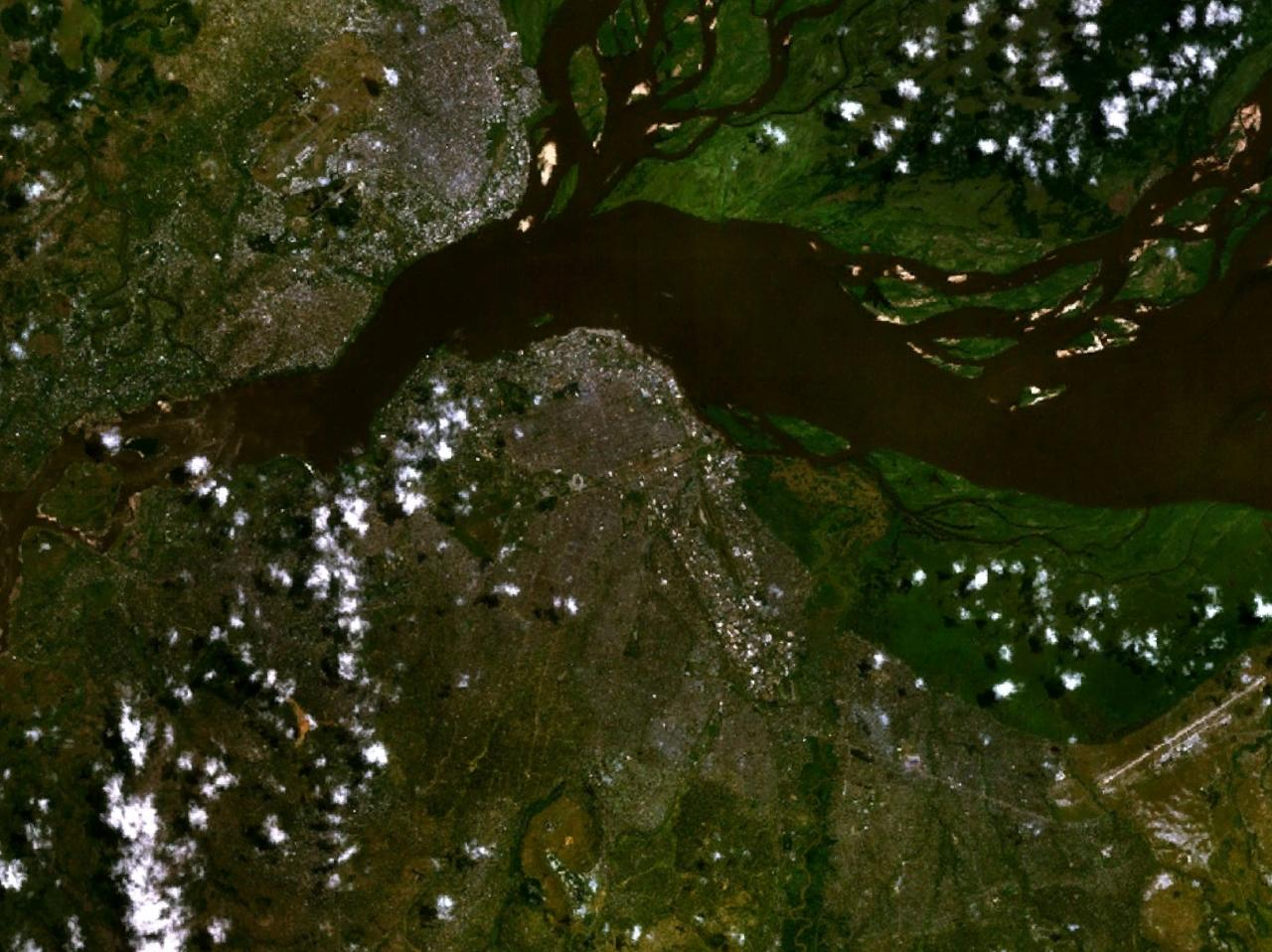
Vista satelital de Kinsasa.

La ciudad-provincia cubre un área de 9965 km². Se compone de un gran altiplano (meseta Kwango), una cadena de colinas (montañas Ngaliema, Amba, Ngafula), un terreno llano, y los humedales en el borde de Pool Malebo (antiguamente conocido como Stanley Pool). La llanura es la más poblada y se extiende en forma de media luna desde la bahía, en el este, hasta la meseta Kwango Ngaliema, al oeste de Pool Malebo. La ciudad se desarrolló entre el promontorio de Gombe, el Pool Malebo y la bahía de Ngaliema antes de las cataratas Livingstone y las colinas del sur situadas a cerca del río (al oeste del Monte Ngaliema), quince kilómetros al sur de Pool Malebo.
Kinsasa es una ciudad de contrastes, con lujosas áreas residenciales y comerciales, tres universidades, y barrios de chabolas.
Está localizada a orillas del río Congo, directamente opuesta de la ciudad de Brazzaville, capital de la República del Congo. Junto al caso de Buenos Aires y Montevideo, es el único lugar en el mundo donde dos capitales nacionales están frente a frente a orillas de un río, aunque en este caso están mucho más cercanas y a la vista la una de la otra. Como curiosidad, se tratan de las dos capitales nacionales del mundo que próximas se encuentran entre sí.

### Clima
| Parámetros climáticos promedio de Kinshasa | Parámetros climáticos promedio de Kinshasa | Parámetros climáticos promedio de Kinshasa | Parámetros climáticos promedio de Kinshasa | Parámetros climáticos promedio de Kinshasa | Parámetros climáticos promedio de Kinshasa | Parámetros climáticos promedio de Kinshasa | Parámetros climáticos promedio de Kinshasa | Parámetros climáticos promedio de Kinshasa | Parámetros climáticos promedio de Kinshasa | Parámetros climáticos promedio de Kinshasa | Parámetros climáticos promedio de Kinshasa | Parámetros climáticos promedio de Kinshasa | Parámetros climáticos promedio de Kinshasa |
| Mes                                        | Ene.                                       | Feb.                                       | Mar.                                       | Abr.                                       | May.                                       | Jun.                                       | Jul.                                       | Ago.                                       | Sep.                                       | Oct.                                       | Nov.                                       | Dic.                                       | Anual                                      |
| ------------------------------------------ | ------------------------------------------ | ------------------------------------------ | ------------------------------------------ | ------------------------------------------ | ------------------------------------------ | ------------------------------------------ | ------------------------------------------ | ------------------------------------------ | ------------------------------------------ | ------------------------------------------ | ------------------------------------------ | ------------------------------------------ | ------------------------------------------ |
| Temp. máx. abs. (°C)                       | 36                                         | 36                                         | 38                                         | 37                                         | 37                                         | 37                                         | 32                                         | 33                                         | 35                                         | 35                                         | 37                                         | 34                                         | 38                                         |
| Temp. máx. media (°C)                      | 30.6                                       | 31.3                                       | 32.0                                       | 32.0                                       | 31.1                                       | 28.8                                       | 27.3                                       | 28.9                                       | 30.5                                       | 31.1                                       | 30.6                                       | 30.1                                       | 30.4                                       |
| Temp. media (°C)                           | 25.9                                       | 26.4                                       | 26.8                                       | 26.9                                       | 26.3                                       | 24.0                                       | 22.5                                       | 23.7                                       | 25.4                                       | 26.2                                       | 26.0                                       | 25.6                                       | 25.5                                       |
| Temp. mín. media (°C)                      | 21.2                                       | 21.6                                       | 21.6                                       | 21.8                                       | 21.6                                       | 19.3                                       | 17.7                                       | 18.5                                       | 20.2                                       | 21.3                                       | 21.5                                       | 21.2                                       | 20.6                                       |
| Temp. mín. abs. (°C)                       | 18                                         | 20                                         | 18                                         | 20                                         | 18                                         | 15                                         | 10                                         | 12                                         | 16                                         | 17                                         | 18                                         | 16                                         | 10                                         |
| Precipitación total (mm)                   | 163                                        | 165                                        | 221                                        | 238                                        | 142                                        | 9                                          | 5                                          | 2                                          | 49                                         | 98                                         | 247                                        | 143                                        | 1482                                       |
| Días de precipitaciones (≥ 1 mm)           | 12                                         | 12                                         | 14                                         | 17                                         | 12                                         | 1                                          | 0                                          | 1                                          | 6                                          | 10                                         | 16                                         | 14                                         | 115                                        |
| Horas de sol                               | 136                                        | 141                                        | 164                                        | 153                                        | 164                                        | 144                                        | 133                                        | 155                                        | 138                                        | 149                                        | 135                                        | 127                                        | 1739                                       |
| Humedad relativa (%)                       | 83                                         | 82                                         | 81                                         | 82                                         | 82                                         | 81                                         | 79                                         | 74                                         | 74                                         | 79                                         | 83                                         | 83                                         | 80.3                                       |
| Fuente: BBC Weather                        |                                            |                                            |                                            |                                            |                                            |                                            |                                            |                                            |                                            |                                            |                                            |                                            |                                            |

## Demografía
En 1945, siendo capital del Congo Belga, Leopoldville tenía unos 100 000 habitantes. Tras la independencia del país, en 1960, esa cifra se había elevado a unas 400 000 personas, siendo la principal ciudad del África central. Quince años más tarde, después de que la ciudad fueran rebautizada como Kinsasa en 1966, su población había alcanzado una cifra que rondaba los dos millones de habitantes. La ciudad ha crecido de forma considerable, pasando de medio millón de habitantes a finales de los años 1960 a 4 787 000 en 1998. Las últimas estimaciones de 2005 dan una cifra que ronda los 7 500 000 habitantes.
Según las estimaciones, podría superar los diez millones de habitantes en 2015, situándose entre las treinta mayores ciudades del mundo. Según el Banco Mundial, el volumen de sus empleos creados de forma ilegal es inigualable en el resto de zonas urbanas de África, con un 95 % (contra el 45 y el 50 % de ciudades como Freetown o Uagadugú).
Según un estudio de la Red de educadores de niños y jóvenes de la calle (Réseaux des éducateurs des enfants et jeunes de la rue, REEJER) elaborado en 2006, 13 877 niños vivían y trabajaban en las calles de Kinsasa, principalmente en las comunas de Masina, Kimbanseke y Limete

## Organización territorial

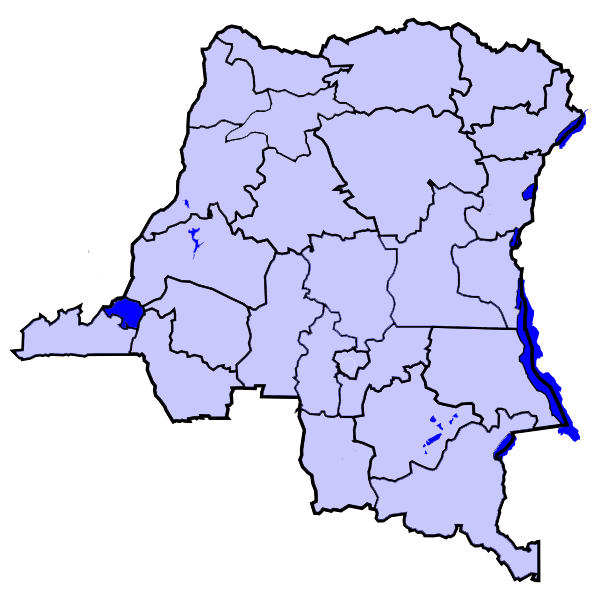
Provincia de Kinsasa en la República Democrática del Congo.

Según el artículo 2 de la Constitución de la República Democrática del Congo de 2006, Kinsasa posee a su vez el estatus administrativo de ciudad (ville en francés) y de provincia (province).

### División administrativa
La ciudad-provincia de Kinsasa está dividida en cuatro distritos y 24 comunas o municipios. El centro comercial y administrativo de la capital congoleña es La Gombe. La comuna de Kinsasa presta su nombre a toda la ciudad, pero no es ni centro comercial ni administrativo de la metrópolis.
| Distrito  | Comunas                                                                 |
| --------- | ----------------------------------------------------------------------- |
| Funa      | Bandalungwa, Bumbu, Kalamu, Kasa-Vubu, Makala, Ngiri-Ngiri y Selembao   |
| Lukunga   | Barumbu, La Gombe, Kinsasa, Kintambo, Lingwala, Mont Ngafula y Ngaliema |
| Mont Amba | Kisenso, Lemba, Limete, Matete y Ngaba                                  |
| Tshangu   | Kimbanseke, Maluku, Masina, Ndjili y Nsele                              |

| \| Las 24 comunas de Kinsasa \| |                    |
| Brazzaville Río Congo Pool Malebo Bahía de Ngaliema Gombe Barumbu Kin. Ling. K.-V. Ng.-Ng. Kal. Banda- lungwa Kintambo Ngaliema Selembao Bumbu Makala Ngaba Lemba Limete Matete Kinsenso Masina Ndjili Kimbanseke Nsele Mont Ngafula Nsele Maluku |                    |
| abreviaciones: Kalamu (Kal.), Kinsasa (Kin.), Kasa-Vubu (K.-V.), Lingwala (Ling.) y Ngiri-Ngiri (Ng.-Ng.) |                    |
| Las 24 comunas de Kinsasa | Bandera de Kinsasa |

## Edificaciones e instituciones

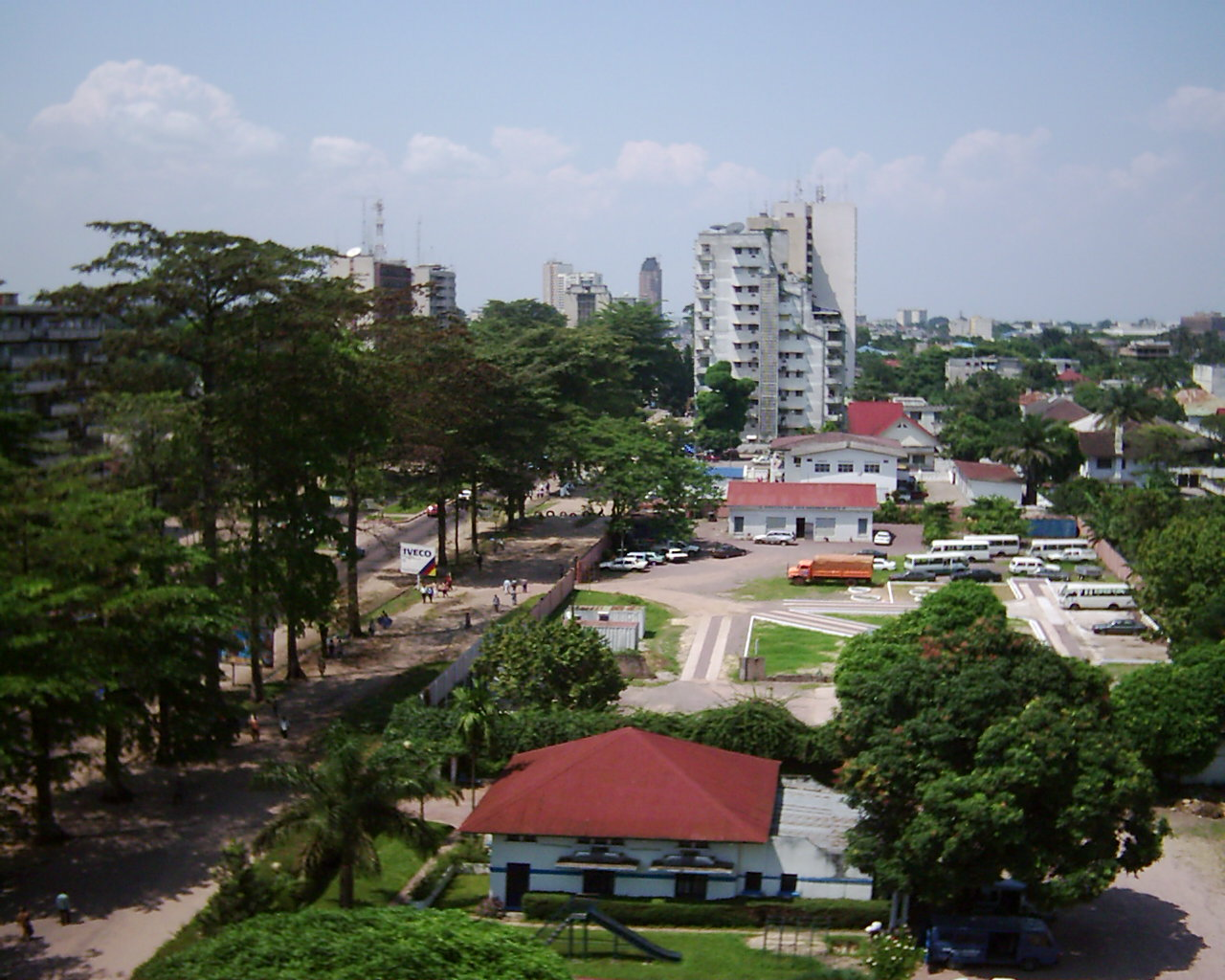
Boulevard 30 de Junio en Gombe.

Las mayores áreas de la ciudad incluyen la Cité de l'OUA, sede del Gobierno de la República Democrática del Congo, la Zone de Matonge, conocida internacionalmente por su actividad nocturna, y el área residencial de La Gombe.
Entre las edificaciones más notables de la ciudad se incluyen el Edificio de SOZACOM y los rascacielos del Hotel Memling, el Mercado central, el Museo de Kinsasa y la Academia de Bellas Artes de Kinsasa. El bulevar 30 de junio conecta las distintas áreas de la ciudad.
En el centro de la ciudad, la comuna de La Gombe cuenta con muchos edificios de más de 50 m de altura. Entre ellos destacan el Edificio Gécamines, el Edificio Sozacom, el Hotel Memling, el Inmueble CICC o el Édificio de la Radio-Télévision nacional congoleña (RTNC), situado por su parte en Cabinda. Cerca de la estación central de trenes de Kinsasa, en el extremo del bulevar 30 de junio, se halla a su vez la impresionante sede del Ministerio de Transporte, construida por trabajadores chinos.

### Edificios gubernamentales

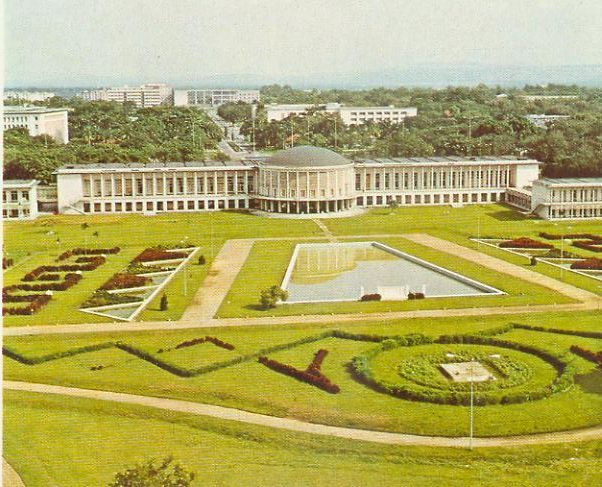
Panorámica del Palacio de la Nación.

El Palacio de la Nación de Kinsasa es la residencia del presidente de la República Democrática del Congo desde 2001. Construido por el gobierno colonial belga, siguiendo el modelo del castillo de Laeken, en Bélgica, fue la residencia del gobernador general del Congo Belga durante el período colonial. El 30 de junio de 1960 (fecha que le dio su nombre a la arteria más importante de la ciudad) fue proclamada la independencia congolesa delante del rey Balduino.
El Palacio del Pueblo es la sede de la Asamblea nacional y del Senado, y se encuentra también en la ciudad.
El edificio es una obra construida cooperativamente entre 1975 y 1979 por China y el Congo-Kinsasa. Su construcción fue comandada por Mobutu Sese Seko, luego de una visita a China en 1973. El palacio fue la causa de la mayor parte de la deuda, estimada en 100 millones de dólares estadounidenses, que posee la República Democrática del Congo con China, como también lo son el Estadio de Kinsasa y el ingenio de Lokotila en la Provincia Oriental.
En junio de 1997, tras la toma del poder por la Alianza de Fuerzas Democráticas para la Liberación del Congo, el parlamento de la República regresó al Congo dejando el Palacio de la Nación para instalarse en el Palacio del Pueblo.

## Educación

### Nivel universitario

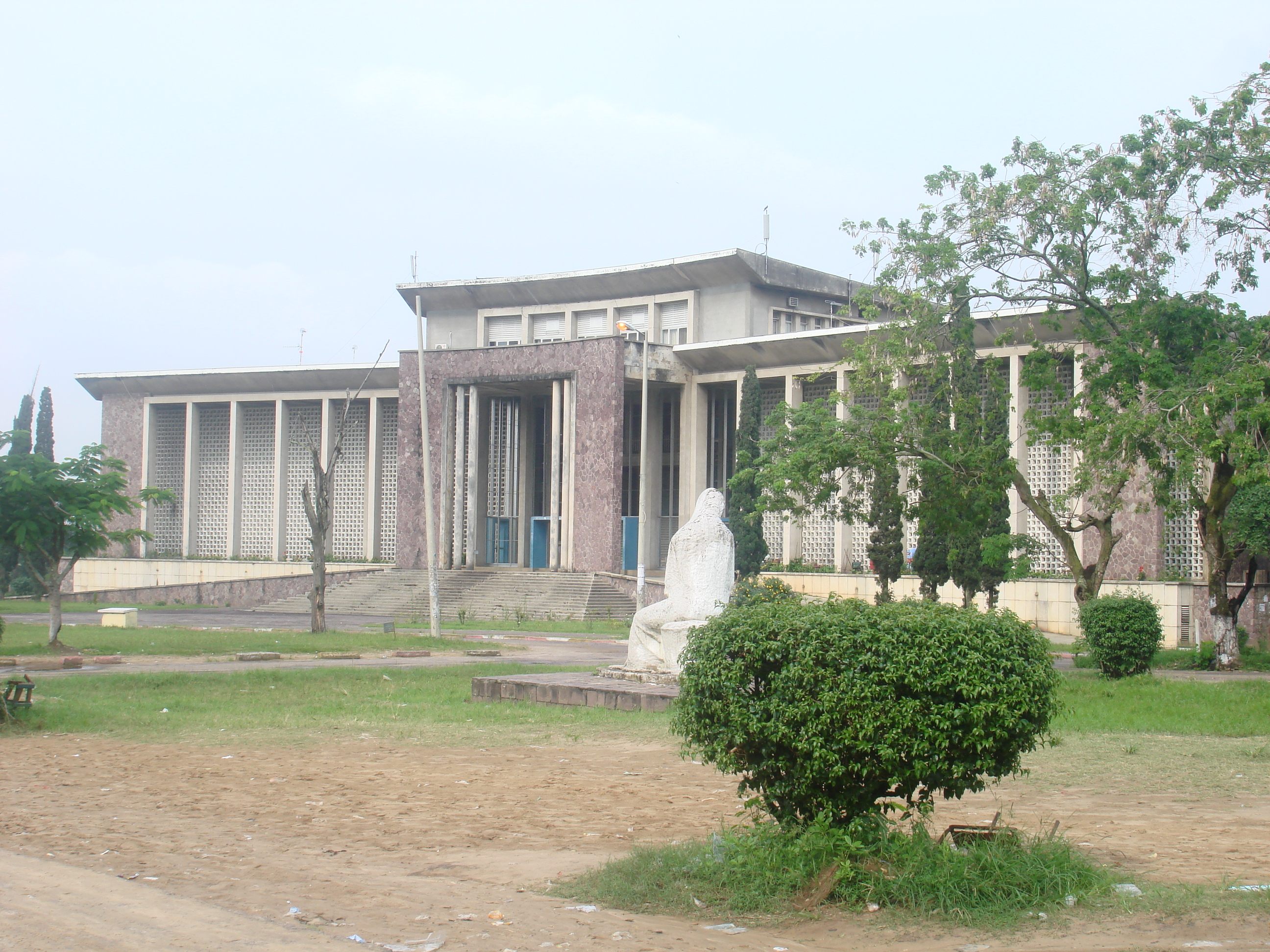
Edificio del rectorado de la Universidad de Kinsasa.

En Kinsasa funciona la Universidad de Kinsasa (siglas UNIKIN), establecimiento francófono de enseñanza superior en la ciudad. Situada sobre el Monte Amba, en la actual comuna de Lemba, donde ocupa 400 hectáreas.
Fundada en sus comienzos como Universidad Lovanium (en latín Lovaina, evocando a esta importante ciudad belga) tomó su nombre actual cuando fue nacionalizada por la ordenanza-ley n.° 81-142 el 3 de octubre de 1891. Está compuesta por 10 facultades: Derecho, Letras y Ciencias humanas, Ciencias económicas y de gestión, Ciencias sociales, políticas y administrativas, Ciencias, Farmacia, Medicina, Psicología y Ciencias de la Educación, Agronomía y Politécnica. Dependen a su vez de ella seis unidades descentralizadas: Las Clínicas universitarias, el Centro neuropsicopatológico, el Centro hospitalario de Monte Amba, el Instituto Técnico Médico, la Academia de construcción y la Escuela postuniversitaria de planificación y gestión integrada de bosques y territorios. Se enseña en idioma francés, poseía 23 000 estudiantes en 2006, y su actual rector es Lututala Mumpasi.
Es la mayor, la más antigua y la más prestigiosa universidad de la República Democrática del Congo. Constituye a su vez un centro de investigación e importante formador de profesores de niveles superiores.

### Nivel escolar
El colegio Saint-Joseph de Kinsasa fue fundado el 9 de marzo de 1917 por el padre Raphaël de la Kethulle. Su sede se encuentra en el n.° 1 de la avenida Isoro en la comuna de Gombe. Antiguamente su nombre era Sainte-Anne, y fue la primera escuela para indígenas en Leopoldville, hasta mediados de los años 1950 fue una escuela primaria. Hoy en día es un establecimiento de enseñanza secundaria masculina. En 1971 se le cambió el nombre a colegio Elikya, que siguió ostentando hasta comienzos de los años 1990. Su divisa es «Pro Deo - Pro Patria» (por Dios - por la patria) y Mobutu Sese Seko estudió en él. Otros colegios son el Colegio Bonsomi, fundado por los jesuitas y el Boboto.

## Cultura
Kinsasa está considerada como una capital artística. El término la "escuela de Kinsasa" (École de Kinshasa), es utilizado para agrupar a las diferentes agrupaciones artísticas que hacen vida en la ciudad. El corazón de este movimiento es la Academia de Bellas Artes (l'Académie des Beaux-Arts), fundada en 1943 por el misionero belga Marc Wallenda, bajo el nombre de École Saint-Luc. Originalmente ubicada en Gombe-Matadi, funcionó inicialmente como una clase de escultura. La exhibiciones de arte de sus estudiantes tuvieron tanto éxito, que en 1949 se le solicitó que transfiriera la escuela a Kinsasa, y en 1957 recibió su nombre actual. Wallenda evitó que sus primeros aprendices estudiaran arte europeo, con el objetivo de no alterar su interpretación africana de la naturaleza. Lufwa Mawidi tuvo el honor de ser el primer graduado de este escuela. Finalmente, con la llegada de nuevos maestros, la intención original de Wallenda fue interrumpida.
Entre las principales instituciones artísticas y culturales de Kinsasa destacan L'école de Stanley Pool, L'école Alhadeff, L'école Saint-Luc, Le Grand Atelier, la sección congoleña de L'Association Internationale des Critiques d'Art, Les Sablistes, y la denominada "La Nueva Generación". Algunos pintores famosos de Kinsasa son: Mongita, Domba, Nkusu Felelo, Mavinga, Kamba Luesa, Konde Bila y Nduku a Nzambi.

## Economía
El Gran Mercado de Kinsasa, llamado también Mercado central, es el mayor mercado en el centro de la ciudad. Está situada al este del Jardín Botánico en la comuna de Kinsasa. Fue el mercado más grande de toda la ciudad hasta la apertura del Mercado de la Liberté en la comuna de Mesina. Este último fue construido bajo la presidencia de Laurent-Désiré Kabila para recompensar a los habitantes del distrito de Tshangu por haber resistido a la agresión de los rebeldes en agosto de 1998. Otros mercados importantes son el de Gambela y el de Somba Zikita.

## Lugares de culto

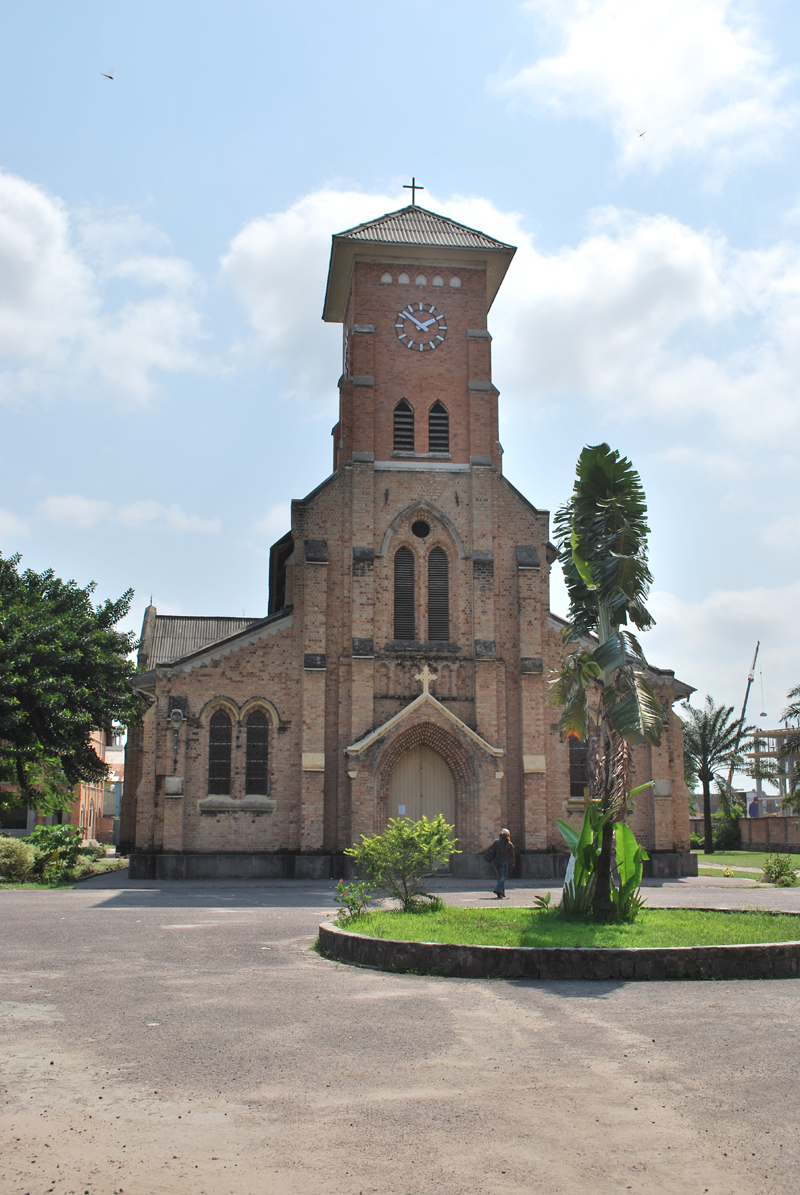
Église Sainte-Anne de Kinshasa (Iglesia católica)
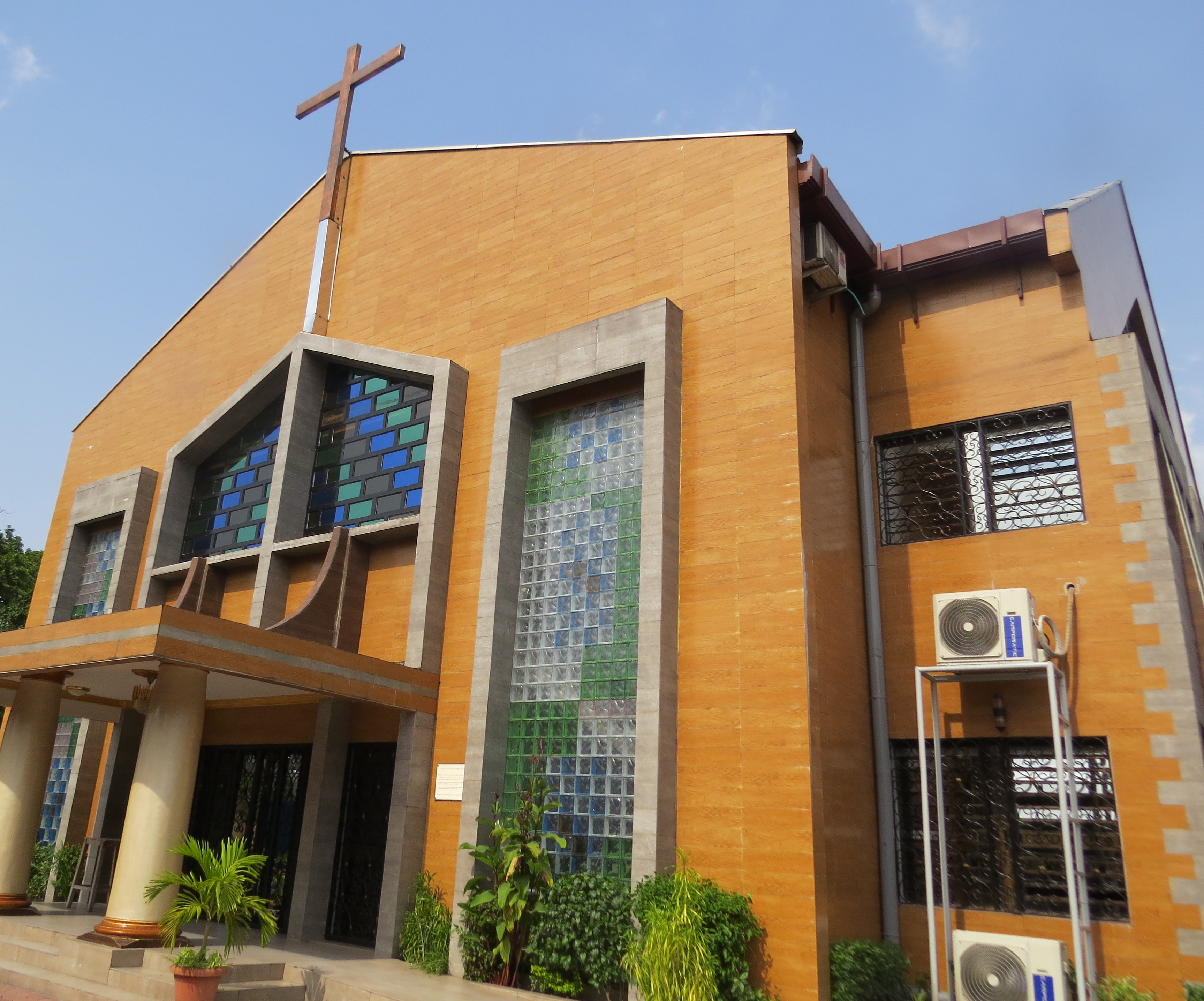
Église Francophone CBCO Kintambo (Comunidad Bautista del Congo)

Entre los lugares de culto, se encuentran principalmente iglesias y templos cristianos : Arquidiócesis de Kinshasa (Iglesia católica), Iglesia kimbanguista, Comunidad Bautista del Congo (Alianza Mundial Bautista), Communauté baptiste du Fleuve Congo (Alianza Mundial Bautista), Asambleas de Dios, Province de l'Église anglicane du Congo (Comunión anglicana), Communauté Presbytérienne au Congo (Comunión Mundial de Iglesias Reformadas). También hay mezquitas musulmanas.

## Transporte e infraestructuras
Kinsasa está conectada por transbordador desde el puerto fluvial (llamado el "Beach Ngobila"), atravesando el río Congo, hasta Brazzaville. También existen otras líneas de transporte fluvial que conducen río arriba hacia ciudades del interior del país como Kisangani, o que posteriormente toman otros ríos de la cuenca hidrográfica del Congo, como el Ubangui hasta llegar a Bangui, capital de la República Centroafricana.
También existen carreteras y ferrocarriles que conectan la ciudad con los puertos marítimos principales en el Océano Atlántico, como Matadi.

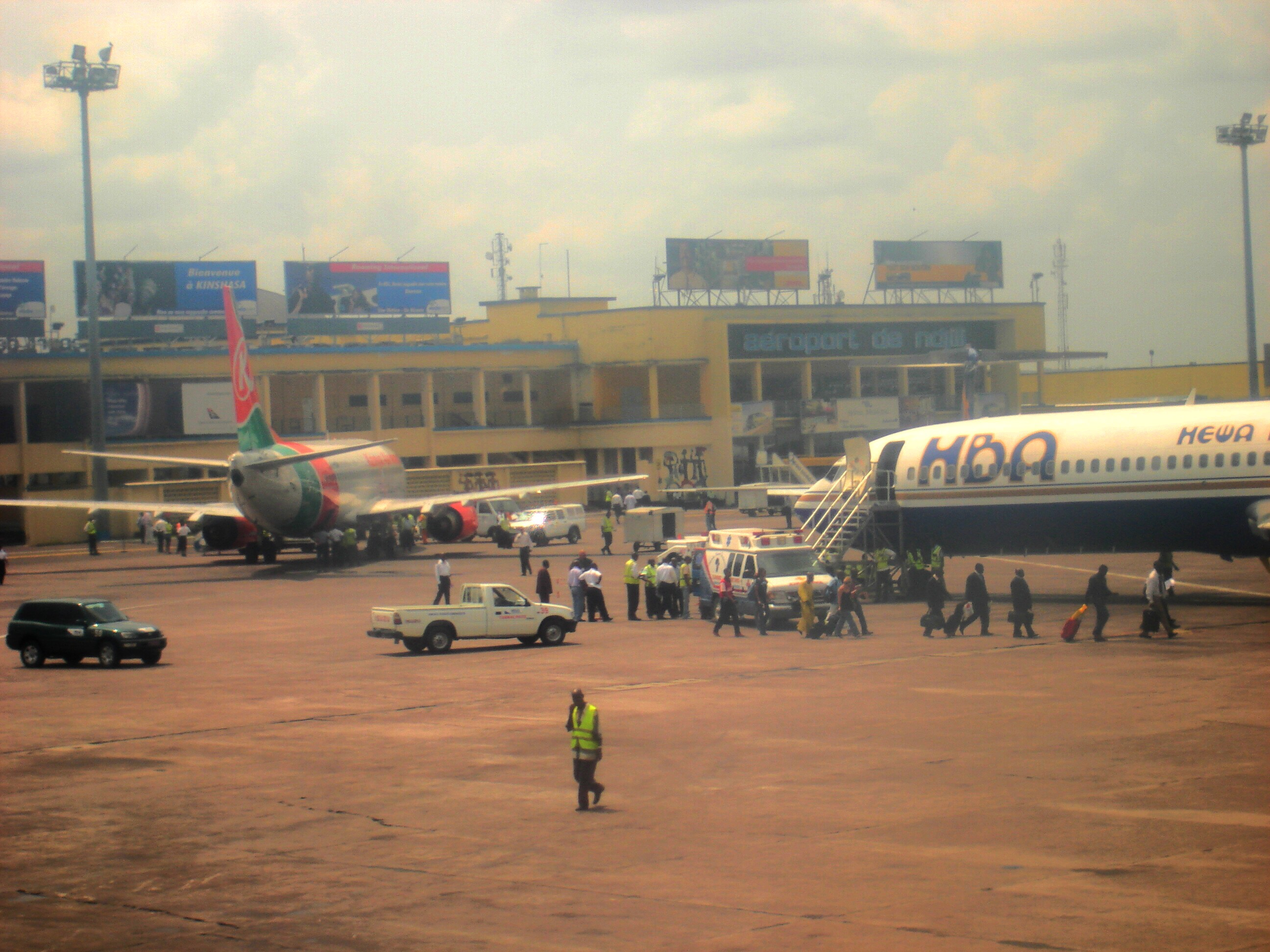
Vista del Aeropuerto de N'Djili.

El aeropuerto de Kinsasa es el Aeropuerto de N'Djili.
Muchas compañías privadas ofrecen su servicio a través de la Sociedad de transporte urbano (STUC) y la sociedad pública City train (12 buses en 2002):
- Selembaô - Mercado central.
- UPN - Selembaô.
- Estación de trenes central – Kingasani (comuna de Kimbanseke, reabierta en septiembre de 2005).
- Kingasani–Mercado central.
- Matete-Royale (reabierta en junio de 2006).
- Matete–UPN (reabierta en junio de 2006).
- Rotonda Ngaba–UPN (reabierta en junio de 2006).
- Rotonda Victoria-clínica Ngliema (abierta en marzo de 2007).

Otra sociedades proveedoras de transporte urbano son: Urbaco, Tshatu, Socogestra , Fesac y MB Sprl. Los servicios de autobuses urbanos de la ciudad transportan un máximo de 67.000 viajeros al día. Muchas sociedades administran a su vez taxis y taxis-buses. La mayoría (95,8 %) del transporte público es llevado a cabo por particulares.

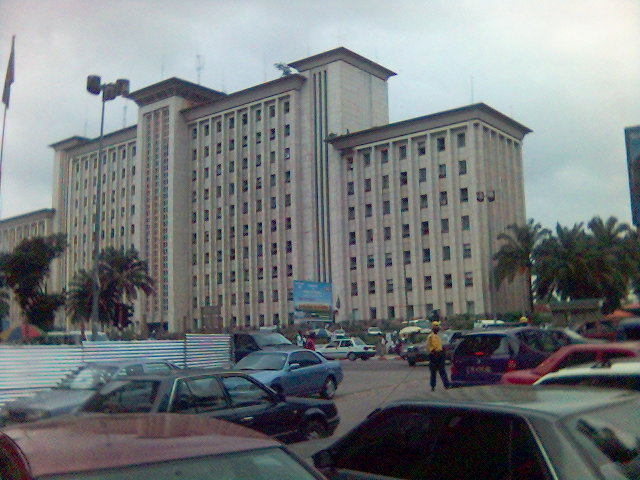
Sede de la Oficina Nacional de Transportes (ONATRA).

La ciudad encaró la creación de un tranvía en colaboración con la Sociedad Bruselense de Transporte Intercomunales (STIB), cuyos trabajos de construcción podrían comenzar en 2009, para terminarse entre 2012 y 2015. La cuestión de la electricidad permanece en suspenso.
La ONATRA explota tres líneas de ferrocarriles que enlazan el centro con las comunas periféricas. Una de ellas va a Bajo Congo:
- La línea principal enlaza la Estación central de trenes con el Aeropuerto de Ndjili, y cuenta con nueve estaciones: Estación central, Ndolo, Amicongo, Uzam, Masina/Petro-Congo, Masina a secas, Masina/Mapela, Masina/Barrio III, Masina/Siforco, Campo Badara y el aeropuerto de Ndjili.
- La segunda línea enlaza la Estación de trenes central con Kasagulu, en el Bajo Congo, pasando por Matete, Riflart y Kimwenza.
- La tercera línea une la Estación central con Kinsula-Pompage, en la comuna de Ngaliema.

### Puerto

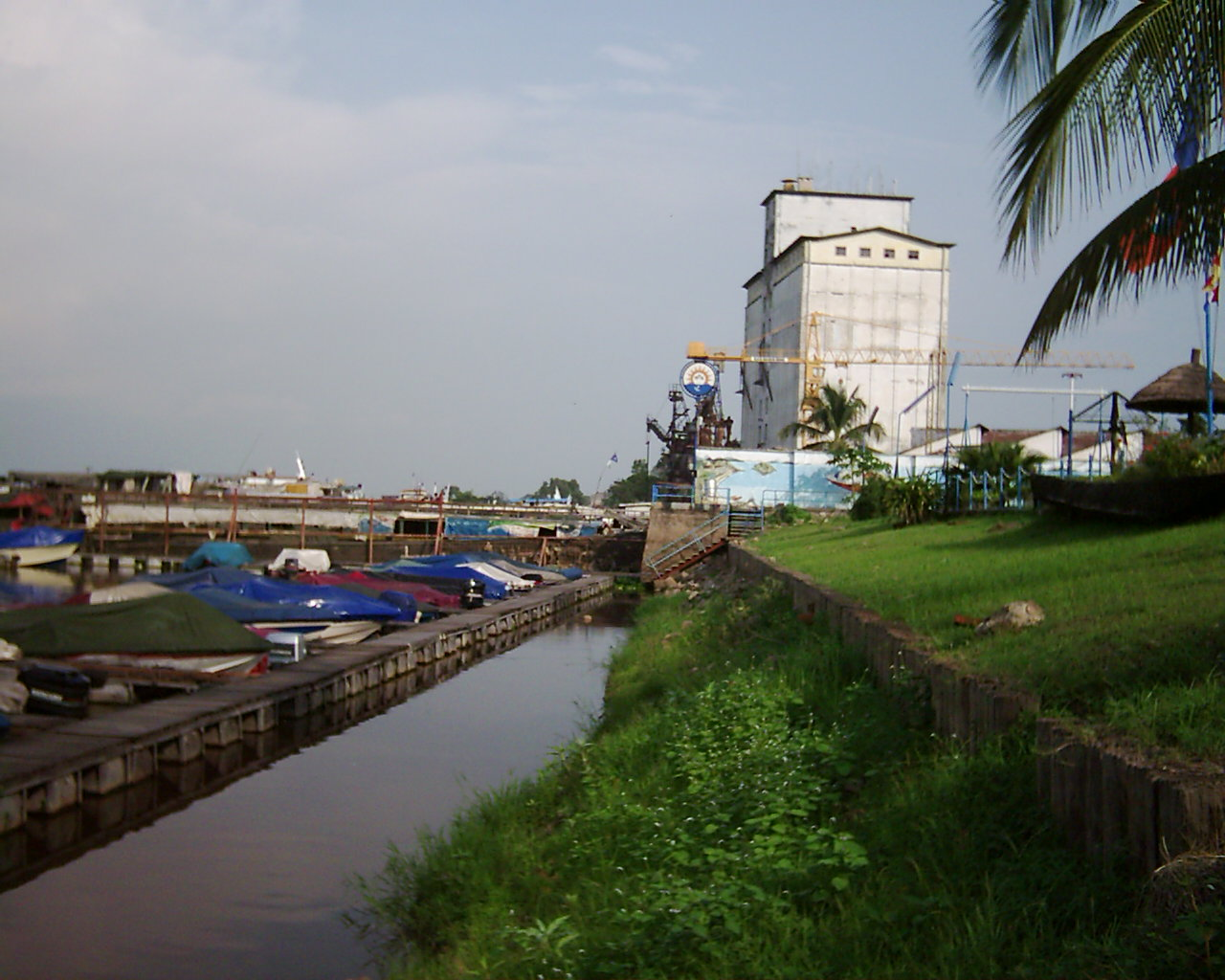
El Puerto de Kinsasa en Limete.

El Puerto de Kinsasa tiene un papel destacado, asimismo, en el envío y recepción de mercaderías de exportación e importación desde el puerto de Matadi, que acoge a los navíos que llegan desde alta mar. A menudo es considerado como el interior del puerto de Matadi.
Organizado administrativamente en el departamento homónimo, en el seno de la Oficina Nacional de Transportes (ONATRA), el puerto de Kinsasa es el punto de partida y la terminal de la navegación sobre el río Congo entre, por una parte Kinsasa y Kisangani, sobre el mismo río, y por otro Kinsasa e Ilebo, sobre el río Kasai.

## Deporte

### Fútbol

Vista exterior del Estadio de los Mártires.

En la comuna de Lingwala se encuentra el Estadio de los Mártires (Stade des Martyrs de la Pentecôte en francés), inaugurado en 1994 y que anteriormente se llamaba «Kamanyola», el segundo mayor estadio de África, con una capacidad para 80.000 espectadores. Alberga partidos de la selección de fútbol de la República Democrática del Congo y los principales partidos de los equipos locales, además de usarse para otros eventos culturales. Además, la ciudad de Kinsasa cuenta con otros dos estadios de gran capacidad, el Estadio Tata Raphaël, anteriormente llamado «del 20 de mayo», con una capacidad para unos 30 000 espectadores y renovado en 2006, y el Estadio Municipal de Kinsasa, con capacidad para unos 20 000 espectadores.
Antiguamente se disputaba el Campeonato del Congo-Leopoldville, que disputaban los equipos de Leopoldville y alrededores; Entre 1923 y 1950, los clubes ganadores disputaba con los de Brazzaville el Campeonato de Stanley Pool.
La provincia-ciudad de Kinsasa cuenta con una Liga de fútbol que depende de la Federación de fútbol de la República del Congo. Dicha liga, la EPKIN (Entente Provinciale de Football de Kinshasa) cuenta con 20 equipos participantes en la temporada 2008-09, que serán reducidos a 18 desde la temporada 2009-10. El campeón y el subcampeón de cada liga provincial, además de otros equipos por méritos contraídos la temporada anterior, pasan a disputar la Linafoot, la máxima categoría del fútbol congoleño; en 2009 eran cuatro los clubes de la ciudad en esa competición. Kinsasa cuenta además con una división inferior a la EPKIN, la EUFKIN, que cuenta con seis grupos (EUFKIN-Kilimani, EUFKIN-Lipopo, EUFKIN-Lukunga, EUFKIN-Malebo, EUFKIN-Plateau y EUFKIN-Tshangu). En la ciudad también se disputa, desde 2001, la Supercopa de Kinsasa.
Los dos clubes con más títulos de liga de la República Democrática del Congo son de Kinsasa: el Daring Club Motema Pembe, que ganó una Recopa Africana en 1994, y la Association Sportive Vita Club, club que ganó la Copa Africana de Clubes Campeones en 1973 y fue subcampeón en otra edición. Además, también es de Kinsasa el Amicale Sportive Bilima, ahora llamado Amicale Sportive Dragons, dos veces subcampeón de la Copa Africana de Clubes Campeones. Otros clubes de la ciudad son el Athletic Club Sodigraf, subcampeón de la Recopa, o la Association Sportive Canon Buromeca.
En Kinsasa han nacido algunos futbolistas profesionales que han hecho carrera en ligas europeas como Hérita Ilunga, Blaise Nkufo, Péguy Luyindula, Steve Mandanda, Claude Makélélé, Ariza Makukula o Kiki Musampa.

### Otros deportes

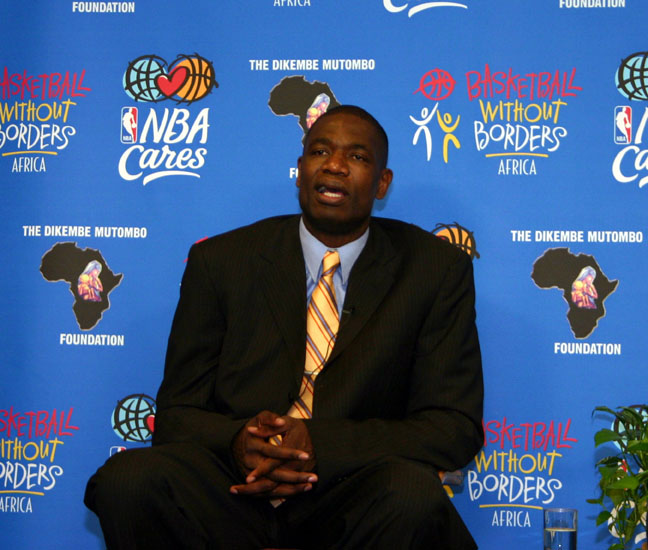
Dikembe Mutombo, quien fuera jugador de baloncesto en la NBA ha sido uno de los deportistas más famosos nacidos en Kinsasa.

En baloncesto, la Entente Provincial de Baloncesto de Kinsasa (EPROBAKIN) y la Entente Urbana de Baloncesto de Kinsasa (EUBAKIN) se dividen los equipos. El B. C. Onatra de Kinsasa fue el primer equipo de Dikembe Mutombo, baloncestista originario de la ciudad y uno de los mejores defensores de la historia de la NBA, ganador en cuatro ocasiones del premio al Mejor Defensor de la NBA y participante en 8 All-Star Game de la NBA.
El 31 de octubre de 1974, Kinsasa albergó el combate de boxeo entre Muhammad Ali y George Foreman, conocido como The Rumble in the Jungle y considerado el mejor combate de la historia, en el que Ali derrotó a Foreman en el octavo asalto para reconquistar el título mundial de los pesos pesados. El combate fue presenciado por unos 60.000 espectadores.

## Bandera y sobrenombre

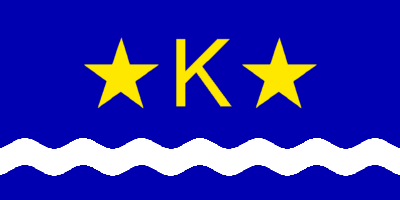
Bandera de Kinsasa.

Bandera del Estado Libre del Congo.

La bandera de Kinsasa es azul con una línea horizontal ondulada de color blanco y sobre ella, la letra K y una estrella de cinco puntas a cada lado de la letra de color amarillo. Una variante de la misma es la que muestra la letra K en la parte izquierda, con las dos estrellas, una encima de la otra, a su derecha. Entre 1960 y 1967, cuando la ciudad se llamaba Leopoldville, había una L en vez de una K. Anteriormente, entre 1925 y 1960, la bandera era similar a la actual, pero con una corona real sobre la K en lugar de las dos estrellas.
La K es la inicial del nombre de la ciudad, la línea blanca representa el río Congo y las dos estrellas tienen el mismo significado que la que aparece en la bandera de la República Democrática del Congo y que supuestamente fue diseñada por Henry Morton Stanley, representando lo que la sociedad imperialista de la época veía como la luz de la civilización alumbrando a la África Negra. La bandera de Kinsasa es muy similar a la del Estado Libre del Congo y del Congo Belga, las que curiosamente son idénticas a la bandera de la Región de Atacama (Chile), la que fue creada en 1859.
El sobrenombre de la ciudad es Kin la belle, que en francés significa «Kin la bella». Sin embargo, tras el colapso de los servicios públicos en 2004, algunos de sus habitantes se referieron irónicamente a la ciudad con el sobrenombre de Kin la Poubelle, que significa «Kin el cubo de la basura».